# Larringes
Larringes – miejscowość i gmina we Francji, w regionie Owernia-Rodan-Alpy, w departamencie Górna Sabaudia.
Według danych na rok 1990 gminę zamieszkiwały 734 osoby, a gęstość zaludnienia wynosiła 91 osób/km² (wśród 2880 gmin regionu Rodan-Alpy Larringes plasuje się na 956. miejscu pod względem liczby ludności, natomiast pod względem powierzchni na miejscu 1274.).

## Galeria

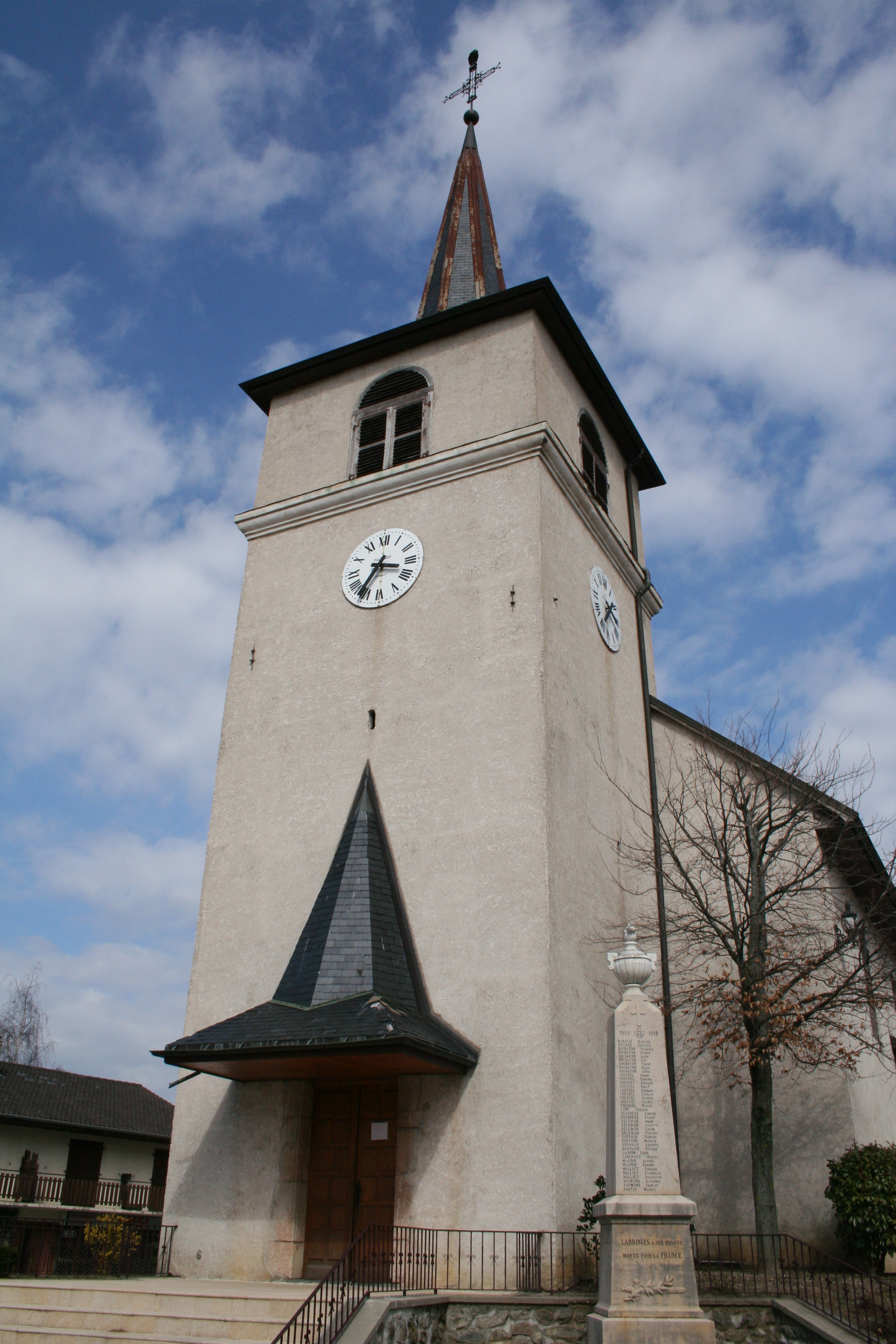
Kościół (2008)
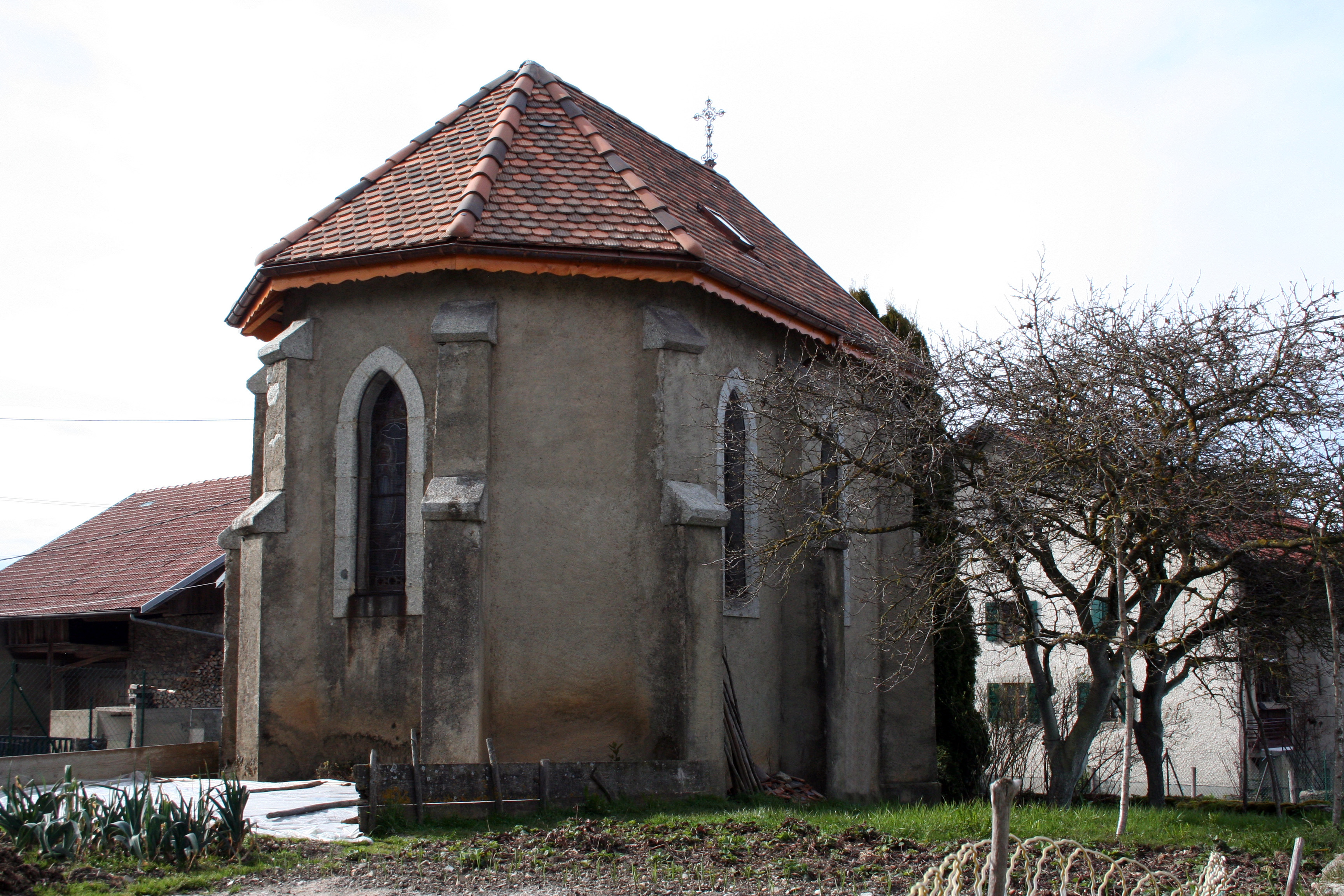
Kaplica (2008)
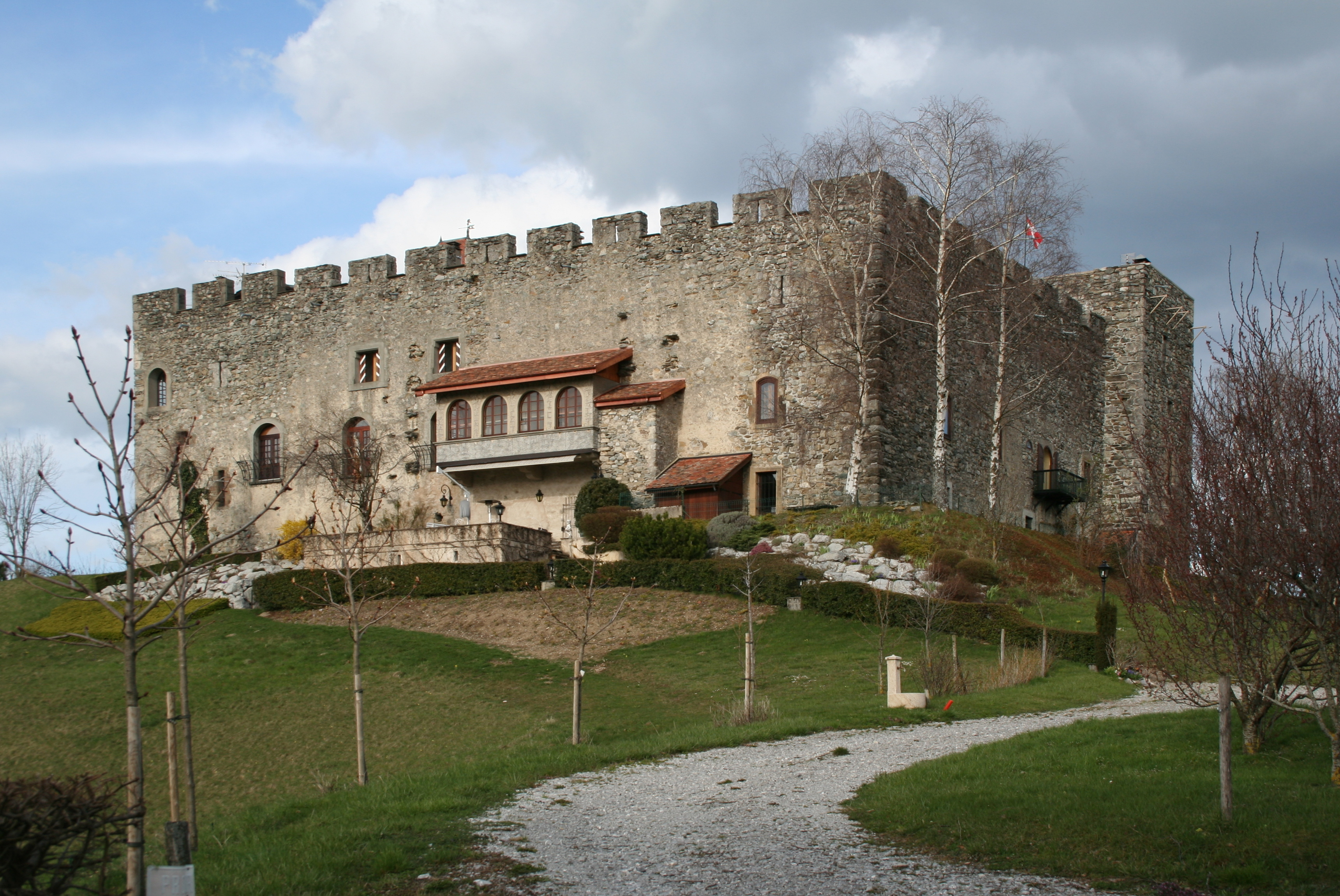
Zamek (2008)